# Église Notre-Dame-de-Lourdes de Saint-Pétersbourg
Pour les articles homonymes, voir Église Notre-Dame-de-Lourdes.
L'église Notre-Dame-de-Lourdes (appelée aussi Notre-Dame-de-France) est une église catholique située à Saint-Pétersbourg en Russie.

## Historique

### Avant la révolution
La paroisse est fondée en 1901 dans une chapelle provisoire, la plupart de ses fidèles proviennent de la paroisse Sainte-Catherine. L'église actuelle a été construite en 1909 pour les besoins de la communauté catholique française, nombreuse à l'époque dans ce qui était la capitale de l'Empire russe, sur un terrain vendu en 1907 pour la somme considérable de soixante-sept mille roubles. Les deux marguilliers sont alors Auguste Hutinier et Georges Laugier. Elle est administrée au début par des religieux dominicains français. Ses architectes sont Léon Benois et Marian Peretiatkowicz. Elle est consacrée le 5 décembre 1909  (22 novembre dans l'ancien style) par Mgr Jan Cieplak. La paroisse compte environ mille cinq cents fidèles.

### Après la révolution
Il ne reste plus que des Français trop âgés ou trop pauvres dans les années 1920 pour rentrer en France, ainsi que quelques Polonais. La paroisse ne compte plus alors qu'un peu plus d'une centaine de fidèles. Ses desservants dominicains doivent célébrer également dans les autres églises de la région dont les curés ont été arrêtés ou expulsés du pays, puis toutes les églises catholiques de Petrograd et de ses environs sont fermées en 1922. L'église Notre-Dame-de-Lourdes ne ferme qu'entre la mi-janvier 1923 et le 7 juin 1923. C'est ici que le 12 août 1926 Mgr d'Herbigny, sj, consacre évêque Antoni Malecki comme administrateur apostolique de Léningrad et de sa région, charge qu'il assume pendant neuf ans, entre périodes d'arrestations et d'interrogatoires. Comme il est expulsé en Pologne en 1935, le P. Jean Amoudru, op, curé de Notre-Dame-de-Lourdes, lui succède pendant quelques mois. Le vicaire de ce dernier, le P. Michel Florent, op, âgé de trente-trois ans, lui succède en tant que curé, puis lorsque Mgr Amoudru est à son tour expulsé, il devient le nouvel administrateur apostolique de Léningrad et du nord de la Russie. C'est à cette époque que la terreur stalinienne atteint son apogée, notamment en 1937-1938, lorsque des dizaines de milliers de fidèles des différentes confessions chrétiennes trouvent la mort. Lorsque le gouvernement de Vichy rompt ses relations diplomatiques avec l'URSS à son entrée en guerre en 1941, le P. Florent, en tant que citoyen français, doit quitter le pays. Il demande d'y retourner sans succès en 1945. En partant, il donne les clefs et ses affaires personnelles à Rose Souchal, l'organiste de la paroisse, qui était avant la révolution gouvernante et institutrice de français, et qui sauve ainsi l'église des déprédations et des vols, pendant ces années de guerre et de blocus. Elle l'ouvre le dimanche pour qu'un petit groupe de fidèles puisse venir y prier dans la discrétion. Elle meurt en 1947.
Quelques mois plus tard, les organes d'État donnent la permission à l'évêque de Riga, Mgr Stringowicz, d'y nommer un nouveau curé après six ans, l'abbé Joseph Kazlas, âgé de soixante ans. Désormais, les desservants successifs proviennent des pays baltes et assurent une messe quotidienne, tandis que la rue est surveillée pour empêcher la jeunesse de s'y rendre et ne laisser entrer que des personnes âgées. Ce n'est qu'au printemps 1953, après la mort de Staline, qu'un évêque de Riga peut se rendre à Notre-Dame-de-Lourdes pour y donner le sacrement de confirmation à cinq cents personnes. Cinq mille personnes viennent se confesser. Un vicaire énergique de vingt-six ans, l'abbé Jan Butkiewicz, est enfin donné en aide au curé à partir de cette même année et fait revenir la jeunesse. Il fait l'acquisition d'un viel orgue en 1957. En 1955, l'église Saint-Stanislas rouvre et il en devient le desservant. Les visites épiscopales de confirmation se font annuelles à Notre-Dame-de-Lourdes jusqu'en 1959, période où la répression contre les confessions chrétiennes s'intensifie. En 1963, il est interdit aux enfants de moins de seize ans de participer à toute cérémonie religieuse. Un nouveau curé letton, l'abbé Pavilonis, est nommé en 1965 après la mort de l'ancien et la paroisse reprend un certain souffle.
Le général de Gaulle, en visite officielle en Russie soviétique en juin 1966, change son emploi du temps pour se rendre à Notre-Dame-de-Lourdes le dernier dimanche de juin pour assister à la messe, ce qui provoque un certain émoi dans les délégations officielles des deux côtés. L'abbé Butkiewicz est condamné à sept ans de travaux forcés en 1967, sans doute en manière de remerciement pour ne pas avoir collaboré aux instructions du KGB. Le curé reste donc seul pendant les vingt-cinq ans à venir. Les visites épiscopales cessent, les enfants de moins de seize ans disparaissent de l'église et il n'a plus le droit d'accompagner les cercueils au cimetière.
Notre-Dame-de-Lourdes fut donc l'unique église catholique de Saint-Pétersbourg et du nord de la Russie à être demeurée ouverte et à ne pas avoir été sécularisée entre 1938 et 1992.

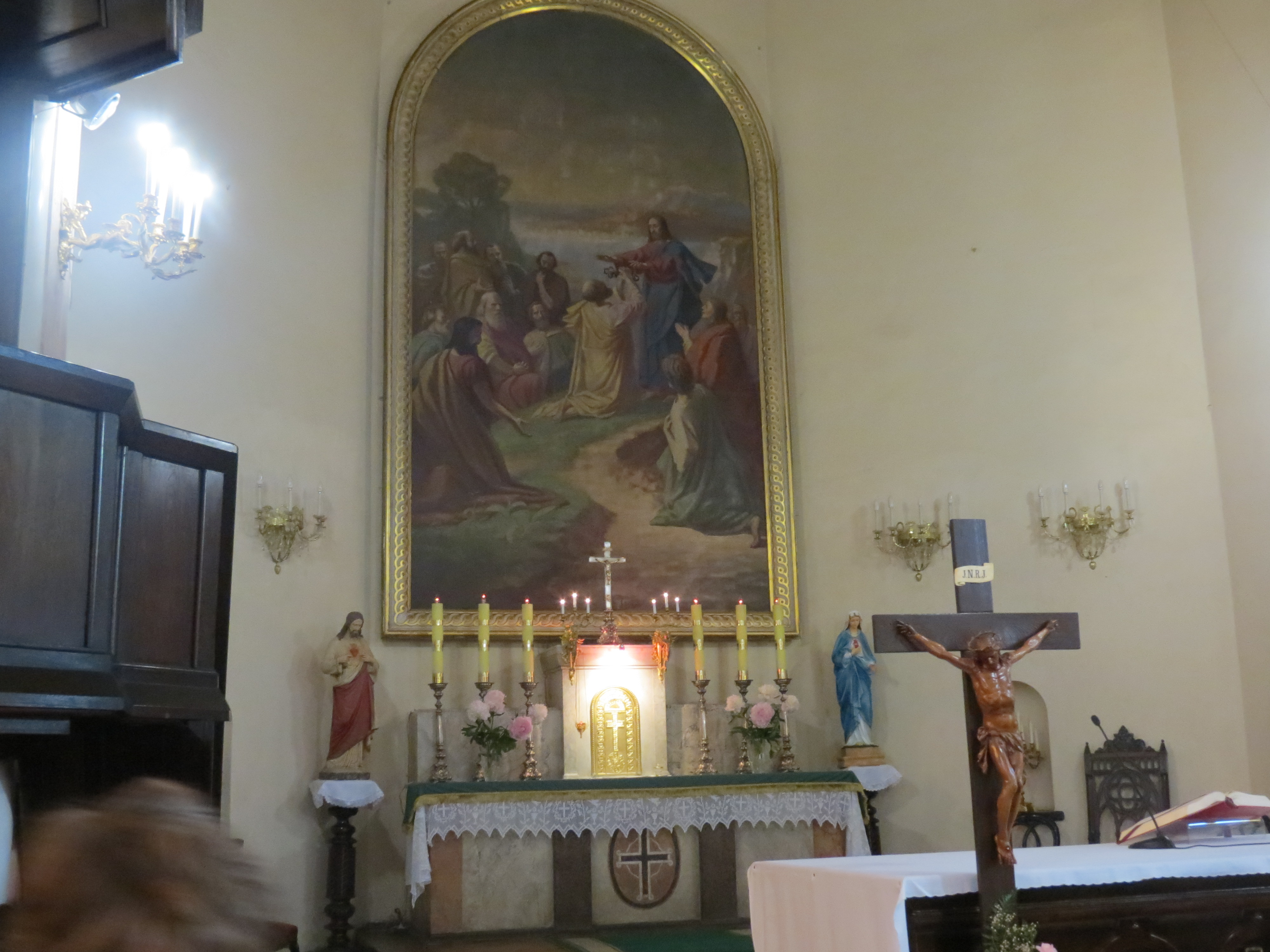
Maître-autel.
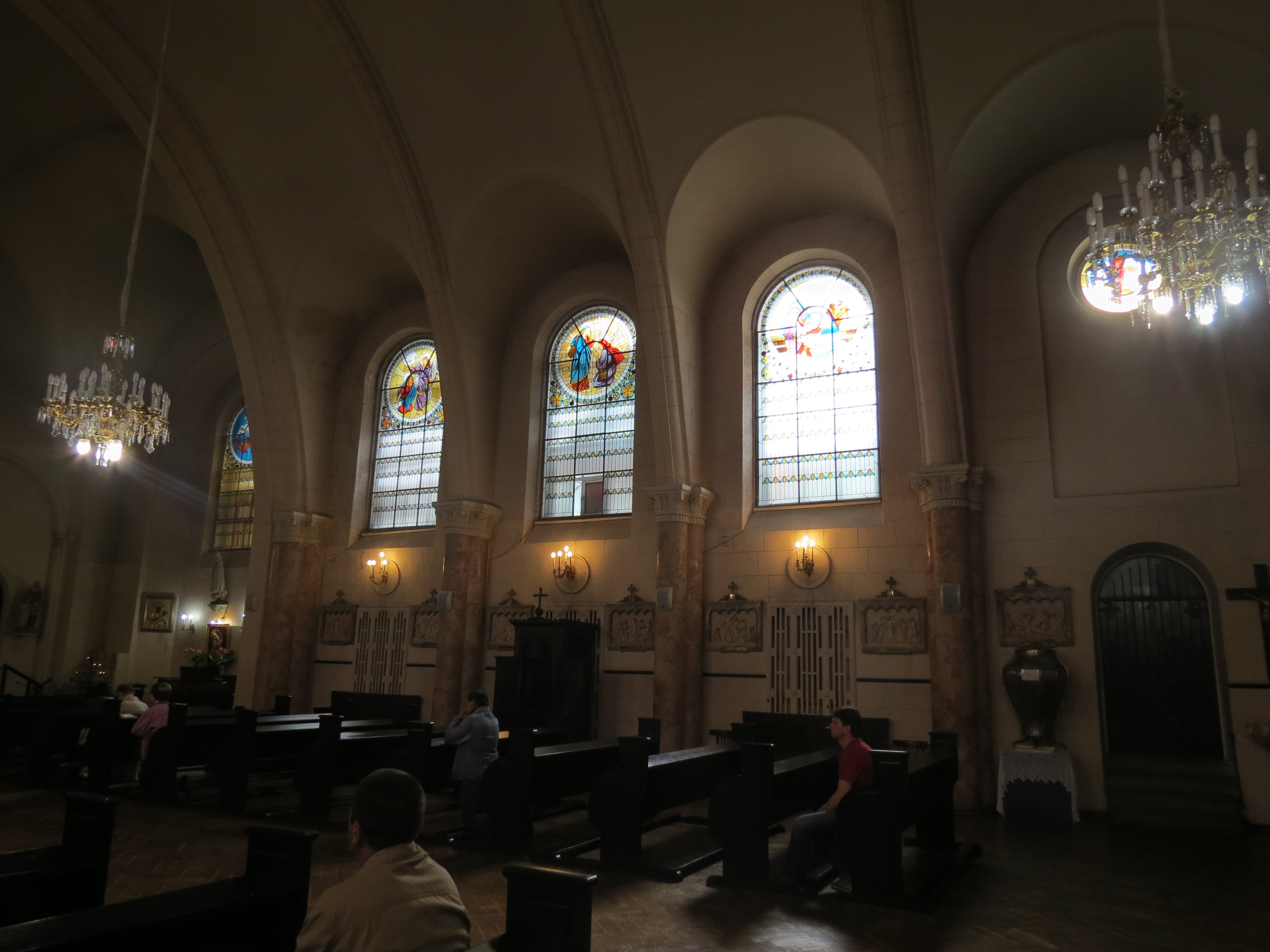
Intérieur.
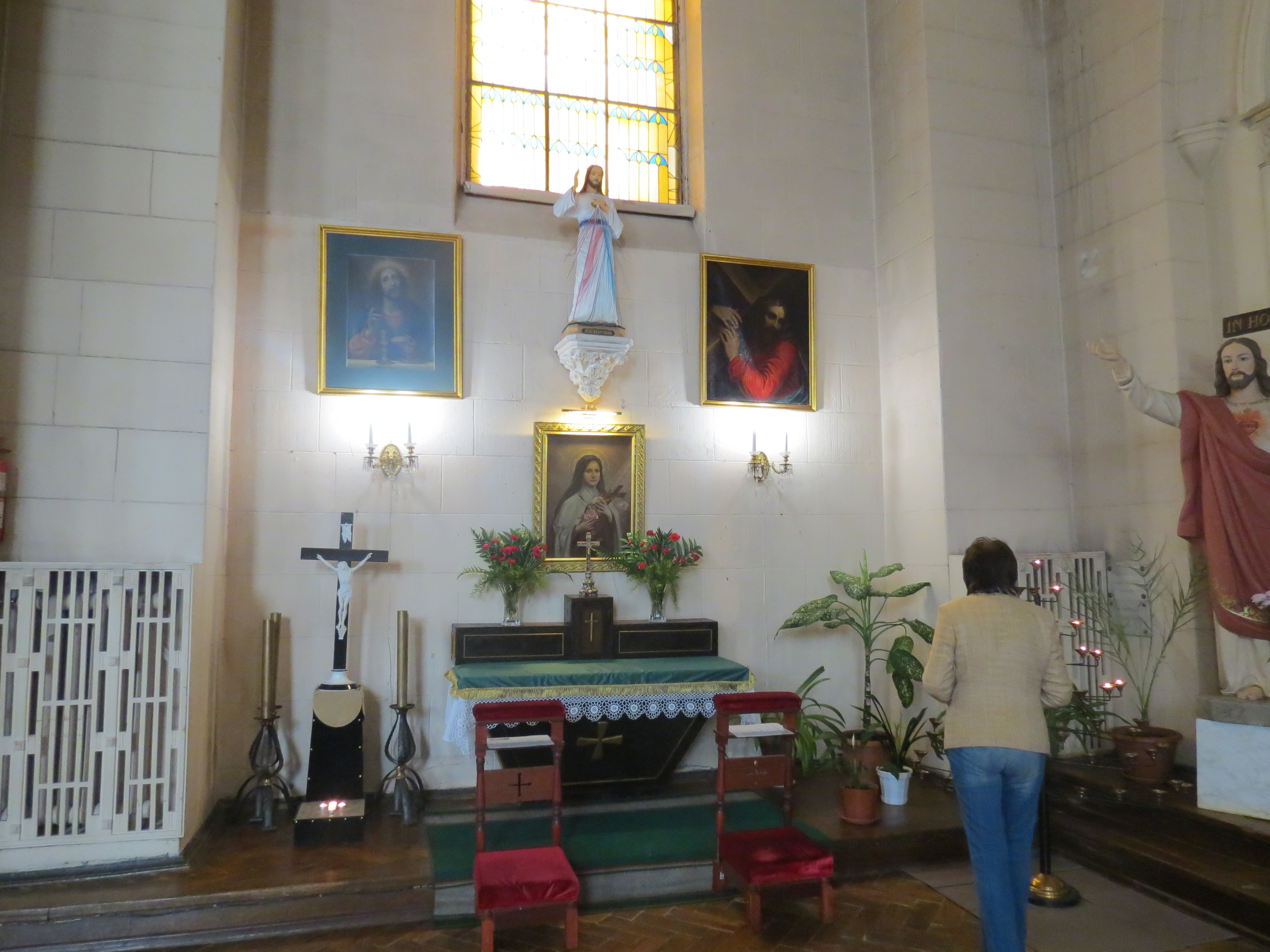
Une des chapelles latérales.
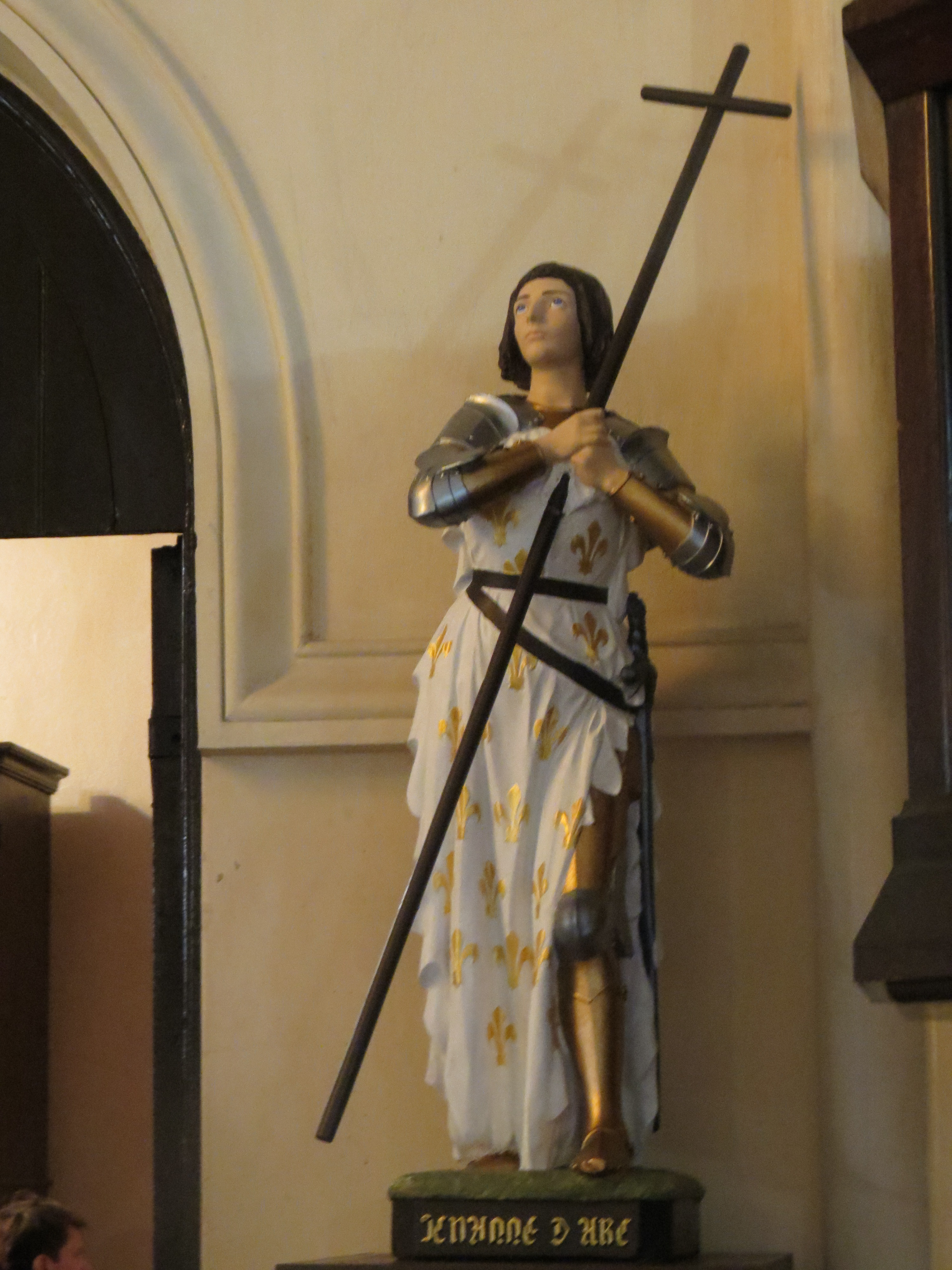
Statue de Jeanne d'Arc.

## Architecture
L'église, en béton armé avec une façade de granite, est de style néo-roman avec des éléments Art nouveau et de style romantique national typique de l'architecture de l'époque que l'on rencontre souvent à Saint-Pétersbourg et sur les bords de la Baltique. Son clocher mesure 30 mètres de hauteur.
L'intérieur est décoré d'un chemin de croix remarquable et d'un tableau de 1958 représentant le Christ donnant les clefs à saint Pierre qui remplace celui de 1916 qui représentait la Vierge entourée de saints français.
Après la guerre et à la fin des années 1960, l'église a été restaurée. Les colonnes et des parties des autels ont été recouvertes de trompe-l'œil imitant le marbre, vers le début des années 1970. Le comité paroissial reçoit avec difficulté la permission en 1981 de restaurer l'intérieur. De grands travaux de restauration ont eu lieu à la fin des années 1990, lorsque des relations normales sont enfin établies entre l'État et les confessions chrétiennes après soixante-dix ans et le catéchisme est rétabli. Des Sœurs missionnaires de la Charité viennent collaborer à la paroisse.

## Aujourd'hui

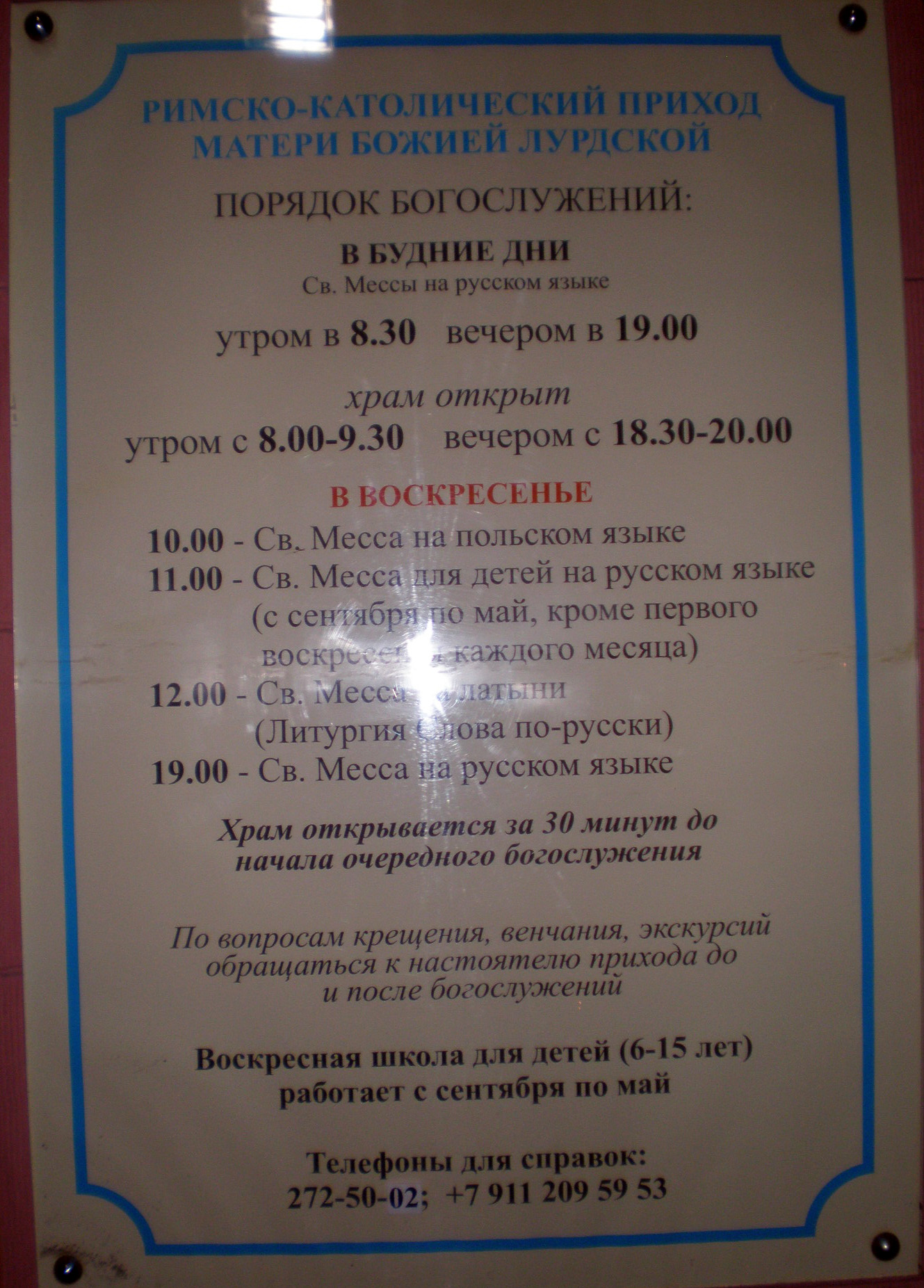
Horaires de messe

L'église se trouve 7 ruelle de Kovno, près de la perspective Liteïny. Les messes sont célébrées le dimanche à 10 heures (en polonais), onze heures (en russe), midi (en letton) et dix-neuf heures (en russe) et en semaine à 8 heures 30 (en russe) et dix-neuf heures (en russe). Il y a une messe en latin une fois par mois (interrompue depuis la fermeture des frontières entre la Russie et la Biélorussie, le desservant venant de là-bas).

## Sources
- (ru) Cet article est partiellement ou en totalité issu de l’article de Wikipédia en russe intitulé « Храм Лурдской Божией Матери (Санкт-Петербург) » (voir la liste des auteurs).